# 제임스족제비여우원숭이
제임스족제비여우원숭이(Lepilemur jamesorum)는 족제비여우원숭이과에 속하는 여우원숭이의 일종이다. 원 서식지는 마다가스카르이다. 꼬리 길이는 28 ~ 32 cm이며, 전체 몸 길이는 약 60 ~ 67 cm로 가장 큰 족제비여우원숭이들 중의 하나이다. 제임스족제비여우원숭이는 마다가스카르 동부에서 발견되며, 1차림과 2차림의 저지대 숲에서 서식한다.